# Dendrolagus spadix
Il canguro arboricolo di pianura (Dendrolagus spadix Troughton e Le Souef, 1936) è un marsupiale della famiglia dei Macropodidi. Il suo areale è ristretto alle pianure del Tavolato Papua, in Papua Nuova Guinea; Flannery (1995) ne ha riscontrato la presenza nell'area compresa tra i fiumi Awarra e Strickland, nella regione di Bamu, del Monte Sisa e di Wabo, nella zona meridionale della Provincia di Chimbu. Vive nelle foreste pluviali, ad altitudini comprese tra il livello del mare e gli 800 m. È minacciato dalla deforestazione.